# Картер, Томас (режиссёр)
Томас Кольбер Картер (англ. Thomas Colbert Carter; род. 17 июля 1953 года, Остин, Техас, США) — американский актёр, теле- и кинорежиссёр и продюсер, известный как постановщик фильмов «Дети свинга», «За мной последний танец» с Джулией Стайлз и «Тренер Картер» с Сэмюэлем Л. Джексоном.

## Личная жизнь
Томас Картер родился 17 июля 1953 года в Остине, штат Техас. После окончания средней школы поступил в Университет штата Техас в Сан-Маркосе (штат Техас), который окончил в 1974 году со степенью бакалавра изящных искусств в театре. В 1992 году Картеру была вручена «Заслуженная награда выпускника» Университета штата Техас.

## Карьера

### Карьера актёра
Картер начал свою карьеру в кино как актёр. Его первые роли включали съёмки в телевизионных шоу и фильмах, таких как, M*A*S*H, «Лу Грант», What's Happening!!, The Secrets of Isis, «Чья это жизнь, в конце концов?», «Синий рыцарь», «Добрые времена» и «Блюз Хилл-стрит». Он был постоянным участником сериала «Szysznyk» (1977) с участием Неда Битти. Тем не менее, как актёр Картер наиболее известен своей работой в сериале «Белая тень» в 1978—1980 годах, где сыграл Джеймса Хэйуорда, атакующего защитника команды Carver High Basketball.
Сериал «Белая тень» транслировался три сезона с 1978 по 1981 годы. Его главной звездой был Кен Говард, сыгравший белого баскетболиста-профессионала из клуба НБА Chicago Bulls, после ряда операций на колене вынужденный завершить карьеру игрока и стать тренером басктебольной команды средней школы «Карвер Хай» в Южном Централе Лос-Анджелеса, ученики которой по преимуществу афроамериканцы и латиноамериканцы. Картер сыграл Джеймса Хэйуорда по прозвищу «Холливуд», беспокойного подростка с крайне негативным отношением, которому приходится заботиться о своей маме Роберте вместе с младшим братом Джеки. Хейворд имеет один из самых высоких IQ среди своих товарищей по команде. После выдающегося года обучения в баскетболе в Карвере, Хейворд получил возможность поступить в колледж, а позже — на летнюю работу в юридическую фирму. Этот сериал был одним из первых, в котором актёрский состав был основном афроамериканский.

### Карьера режиссёра и продюсера
Карьеру режиссёра Картер начал ещё снимаясь в «Белой тени», где руководил съёмками четырёх эпизодов. Он также продюсировал и/или руководил пилотами телевизионных сериалов «Сент-Элсвер» (1982), «Полиция Майами» (1984), «Сердце города» (1986) и «Закон для всех» (1990). Серии имели многоэтнический состав. Позже Картер отметил в разговоре с Марком Гюнтером, что «я смотрю телевизор и сам не вижу себя», намекая на отсутствие разнообразных ролей для афроамериканских актёров.
В 1995 году Картер продюсировал сериал об афроамериканской семье «Под одной крышей» с Джеймсом Эрлом Джонсом, Джо Мортоном и Ванессой Белл Кэллоуэй. Драма показывала реальные сложности жизни, стресс и дилеммы многопоколенной афроамериканской семьи, проживающей в Сиэтле (штат Вашингтон). Всего Картер поработал с шестью эпизодами, но благодаря им смог привлечь внимание к своей персоне. Он заявил: «Ни одна афроамериканская семья с таким объёмом и сложностью даже не была показана в еженедельной драме. Никогда ещё не было такого количества талантов и опыта, которые прошли в этом шоу».
Кроме того, Картер снимал эпизоды сериалов «Слава», «Ремингтон Стил», «Альфред Хичкок представляет», 9 эпизодов полицейской драмы «Блюз Хилл-стрит» и других, а также телевизионный фильм «Divas» (1995). Он также продюсировал ряд сериалов, в том числе был исполнительным продюсером криминального сериала Hack (2002—2004) о бывшем полицейском, который работает таксистом.

### Кинокарьера
В кинематографе Картер дебютировал в 1993 году с картиной «Дети свинга», получившей в целом неблагоприятные отзывы критиков. Всего он снял одиннадцать фильмов, включая «Городская полиция» с Эдди Мерфи (1997); «За мной последний танец» о межрасовой паре (2001); «Тренер Картер» о тренере школьной команды по баскетболу Кене Картере (2005); «Золотые руки: История Бена Карсона» (2009).

## Фильмография

### Актёр
| Киноактёр - 1976 — The Monkey Hu$tle — игрок - 1978 — «Почти лето» — Дин Хэмптон - 1981 — «Чья это жизнь, в конце концов?» — Порядочный Джон | Телеактёр - 1975 — The Secrets of Isis — Фабиан (эпизод Rockhound’s Roost) - 1976 — «Синий рыцарь» — второй подросток (эпизод To Kill a Tank) - 1976 — «Добрые времена» — Джерри (эпизод Florida’s Night Out) - 1977 — «M*A*S*H» — пациент Маклеод (эпизод The Winchester Tapes) - 1977 — «Что творится!!» — Бобби (эпизод One Strike and You’re Out) - 1977—1978 — «Szysznyk» — Рэй Ган - 1978 — «Лу Грант» — Крис (эпизод Physical) - 1978—1981 — «Белая тень» — Джеймс «Холливуд» Хэйуорд - 1982 — «Блюз Хилл-стрит» — Дональд Лилли (эпизод Invasion of the Third World Body Snatchers) - «Закон для всех» — капитан Роберт МакБейн (пилот, нет в титрах) |

### Режиссёр
| Кинорежиссёр - 1993 — «Дети свинга» - 1997 — «Городская полиция» - 2001 — «За мной последний танец» - 2005 — «Тренер Картер» - 2009 — «Золотые руки: История Бена Карсона» - 2014 — «Игра на высоте» Телережиссёр - 1979—1980 — «Белая тень» (телесериал, 4 эпизода) - 1982 — «Слава» (телесериал, 3 эпизода) - «Сент-Элсвер» (телесериал, 4 эпизода) - «Ремингтон Стил» (телесериал, 1 эпизод) - «Мэверик» (телесериал, 1 эпизод) - 1982—1984 «Блюз Хилл-стрит» (телесериал, 9 эпизодов) | - 1983 — «Травматологический центр» (телесериал, 1 эпизод) - «Бей-Сити Блюз» (телесериал, 1 эпизод) - 1984 — «Полиция Майами» (телесериал, 1 эпизод) - «Призыв к славе» (телесериал, 1 эпизод) - 1985 — «Альфред Хичкок представляет» (телесериал, 2 эпизода) - 1986 — «Год в жизни» (мини-сериал, 3 эпизода) - «Под влиянием» (англ. Under the Influence; ТВ-фильм) - «Сердце города» (телесериал, 1 эпизод) - Удивительные истории (телесериал, 2 эпизода) - 1987 — «Год в жизни» (телесериал, 1 эпизод) - 1988 — «Звонящий в полночь» (телесериал, 1 эпизод) - 1990—1991 — «Закон для всех» (телесериал, 5 эпизодов) - 1995 — «Под одной крышей» (телесериал, 2 эпизода) - Divas (телефильм) - 1997 — «Майкл Хейс» (телесериал, 1 эпизод) - 1998 — «Округ Бронкс» (англ. Bronx County; телефильм) | - 2001 — «Под прикрытием» (телесериал, 1 эпизод) - 2002 — Hack (телесериал, 2 эпизода) - 2003 — Partners and Crime (телефильм) - 2005 — Hitched (телефильм) - 2006 — Company Town (пилот) - 2007 — «Братство» (телесериал, 1 эпизод) - «Схватка» (телесериал, 1 эпизод) - 2011 — «Закон Хэрри» (телесериал, 1 эпизод) - 2012 — «Доктор мафии» (телесериал, 1 эпизод) - 2014 — «Нэшвилл» (телесериал, 1 эпизод) - 2015 — «Босх» (телесериал, 1 эпизод) - 2016 — «Корни» (телесериал, 1 эпизод) - 2017 — «Колония» (телесериал, 1 эпизод) - — «Штамм» (телесериал, 1 эпизод) - — «Царство животных» (телесериал, 1 эпизод) - — «Оттенки синего» (телесериал, 1 эпизод) |

## Награды
Картер получил ряд наград в области телевидения, кинопроизводства и режиссуры. В 1981 году он стал лауреатом Премии Гильдии режиссёров Америки за выдающиеся режиссёрские достижения в драматических шоу за фильм «Блюз Хилл-стрит». Шесть номинаций на премию Emmy Awards, из них три успешные. Дважды Картер получал «Эмми» за «Выдающуюся режиссуру» за сериал «Equal Justice» в 1990 и 1991 годах, один раз за продюсирование телефильмов («Дон Кинг: Только в Америке») в 1998 году. За фильм про Дона Кинга Картер также выиграл премию «Пибоди» и премию Ассоциации телевизионных кинокритиков.